# 67-я морская стрелковая бригада
67-я морская стрелковая бригада — воинское соединение СССР в Великой Отечественной войне.
Сформирована в октябре-ноябре 1941 года в Челно-Вершинском районе Куйбышевской области из курсантов Ульяновского высшего училища связи, моряков Тихоокеанского флота, также раненых, выписанных из госпиталей Приволжского военного округа и мобилизованных в том же округе.
2 января 1942 года бригада прибыла на участок Кемской оперативной группы Карельского фронта и разместилась в районе станции Лоухи во втором эшелоне. 2 апреля 1942 года вышла на передовую, заменив части 80-й морской стрелковой бригады.
C 24 апреля 1942 года принимала участие в наступлении, проводимом в рамках Кестеньгской операции. Наносила вспомогательный удар в направлении Лохивара. 8 мая 1942 года была заменена на передовой и сосредоточилась в районе западнее озера Еловое в резерве.
В апреле 1943 года подразделения бригады направлены на формирование 45-й стрелковой дивизии.

## Полное название
67-я морская стрелковая бригада

## Подчинение
- Карельский фронт, Кемская оперативная группа - c 2 апреля 1942 года
- Карельский фронт, 26-я армия - с 2 апреля 1942 года

## Состав
- 3 отдельных стрелковых батальона;
- отдельный артиллерийский дивизион полковых пушек (8 76-мм);
- отдельный противотанковый батальон (12 57-мм);
- отдельный миномётный дивизион (16 82-мм и 8 122-мм миномётов);
- отдельная рота автоматчиков;
- разведывательная рота;
- рота противотанковых ружей;
- взвод ПВО;
- отдельный батальон связи;
- сапёрная рота;
- автомобильная рота;
- медико-санитарная рота.

## Командиры
- Прянишников Михаил Васильевич (3 ноября 1941 - 19 июля 1942 гг.), полковник
- Съедин Павел Трофимович (с 15 июля 1942 г.), полковник